# 牛頭里拉琴
大里拉琴（Great Lyre）又稱金牛頭豎琴或牛頭里拉琴（Bull Headed Lyre of Ur），是迄今為止發現的最古老的弦樂器之一。1926年至1927年期間，賓州大學與大英博物馆組成聯合考古隊在如今的伊拉克進行挖掘，在烏爾皇陵出土了大里拉琴。挖掘工作的領導者是倫納德·伍利。
大里拉琴是在「國王之墓」中發現的，琴的周遭有六十多名士兵和侍從的屍體。墓地出土了幾件烏爾里拉琴和豎琴，大里拉琴是其中之一，這些琴可追溯到早王朝III（Early Dynastic III, 簡稱EDIII，公元前2550-2450 年）。大里拉琴屬於在1929年被帶到賓大博物館的第一批考古材料。這件作品由音箱、分成四部分的面板、雕刻牛頭組成。這些年來經受大量的保存和修復工作。

## 作品
美索不達米亞的太陽神稱為烏圖或沙瑪什，尤其在日出時的角色形象，經常被設想為公牛。在一些楔形文字的文本中最常被描述為長著青金石山羊鬍子。出於這些原因，賓大博物館斷言，里拉琴的公牛頭是在描繪烏圖。 牛頭是由一塊鍍金的木芯（現已分解）製成，鍍金的耳朵和牛角是用小釘子固定。鬍子是由雕刻的青金石嵌塊在銀質背景上製成的，公牛的角尖也是以青金石製作，這是在烏爾的動物形狀里拉琴中，唯一以單獨材料製作角尖的里拉琴。公牛的眼睛是用銅線串起來的貝殼和青金石。牛頭的尺寸長40公分，寬25公分，深19公分。 
前方的面板描繪了與早期美索不達米亞葬禮儀式有關的四個場景。這些圖案是以貝殼鑲嵌在瀝青上製成。第一幅面板顯示一名男子與兩頭長著人頭的公牛搏鬥。第二幅顯示供應肉的鬣狗與手持罐子的獅子。第三幅顯示了一隻長得像馬的動物在彈奏牛形里拉琴，由一頭熊撐著琴，另一隻動物拿著叉鈴。最下層顯示的是一個守衛冥界的蠍子人在向一個人打招呼。烏圖除了作為太陽神，還負責亡者的審判。 在里拉琴中，可將其視為主持了他頭頂下方的面板中所代表的事件。
里拉琴的木製共鳴箱在挖掘時已經解體，但伍利量測了箱體的印記，並以墓中另一把里拉琴製作了鑄件，奠定了嘗試重建的基礎。 

## 修復

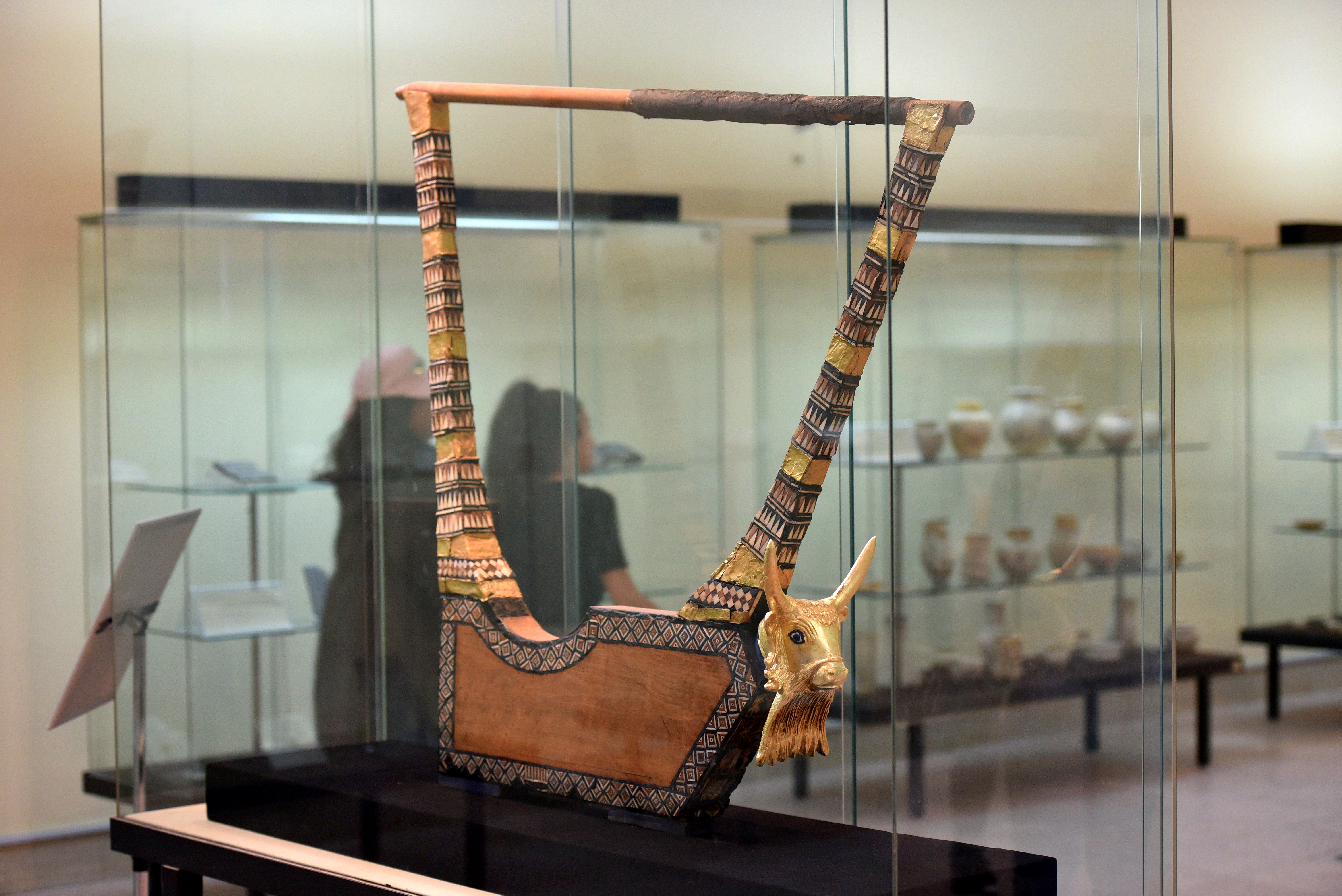
金里拉琴（Golden Lyre），伊拉克博物館的複製品。

牛頭的鍍層在木芯腐爛就已倒塌碎裂。前方面板的瀝青也已粉碎，外殼鑲嵌物脫落。兩者最初均在大英博物館修復。當他們抵達賓州博物館時，已經做好了新的音箱，由水彩畫家瑪麗·路易絲·貝克彩繪。挖掘者伍利於1955年參觀了博物館，評論複製音箱似乎太大。挖掘過程中對里拉琴印記的測量後來證實了這一觀察結果。

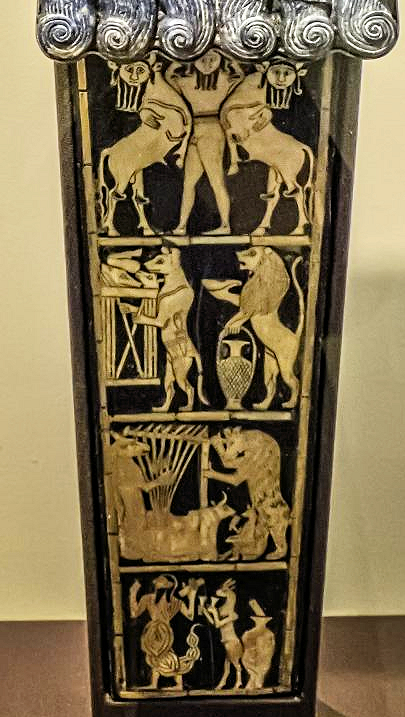
大里拉琴（Great Lyre）飾板的細節，注意第三個面板下面那隻正在穩住里拉琴的熊。

1976年，博物館根據這些量測結果重新製作了新音箱， 不過修復的目的只是為了重現原始里拉琴的外觀，不是要重建一種可演奏的樂器，也不是為了重建接近原件的音質。它有另一個功能齊全的複製品正在參與巡迴合奏團的演出。
同年，因清潔和改善頭部和飾板外觀的計畫而發現存在大面積惡化。1977年，開始修復牛頭和飾板。頭部被拆除並重新組裝以顯露出更多的作品原件的部分，耳朵也被拉直，並維持結構的完整性。
現場有其他碎片是里拉琴零件，過去因失誤而被遺漏在里拉琴零件清冊之外，這次被重新納入設計，也移除了第一次修復的石膏。經過一些實驗，發現了一種可填充頭部的聚乙二醇蠟，可保持其頭部強度而且可被移除。經過這些過程加上運用X射線，揭示了關於牛頭構造的新資訊。
音箱經第二次重建後，里拉琴的尺寸增大了約三分之一，這表明里拉琴必須由第二個人扶穩才能彈奏。這與相鄰飾板的第二幅影像相吻合，該影像顯示有兩個人以這種方式彈奏。 